# Rhodesia depompata
Rhodesia depompata – gatunek motyla nocnego z rodziny miernikowcowatych (Geometridae). Występuje na terenie RPA.